# Honda Gyro
Honda Gyro — семейство компактных трёхколёсных мотороллеров, рассчитанных на одного человека. Основным рынком сбыта является Япония, где скутеры используются в качестве курьерского транспорта.
Данный мотороллер относится к трёхколёсным транспортным средствам, оснащённым механизмом перекоса — двигатель и задние колёса находятся в задней тележке, которая в движении покоится относительно полотна дороги, в то время как остальная часть кузова подвешена на подвижном шарнире и наклоняется в сторону поворота при маневрировании. Данная компоновка была разработана и запатентована Джорджем Уоллисом из компании G.L.Wallis & Son в Сурбитоне, Суррей в 1966. Впервые патент использовался при производстве провального BSA Ariel 3 в 1970, затем был перепродан компании Honda.
В общей сложности компания Honda построила семь моделей такой компоновки. Первая из них — Stream — была представлена в 1981 году. Далее были произведены модели Joy, Just и Road Fox — это были версии, предназначенные для использования в качестве личного транспорта. Их производство было относительно непродолжительным, однако в 1982 году свет увидела ориентированная на грузоперевозки линейка Gyro, в которую входят модели Gyro X, Gyro Canopy и Gyro Up. Она хорошо вписалась в свою целевую аудиторию, благодаря чему все три модели линейки производились до последнего времени.
Примечательно, что продолжительное время все эти модели производились с двухтактными двигателями объёмом 49 куб.см, в отличие от других моделей Honda, оснащённых четырёхтактными двигателями аналогичного объёма. Это обуславливается необходимостью большей мощности в рамках скутеров с двигателями объёмом до 50 куб.см, которые выделены в Японии в отдельный класс (в России аналогично). Только в марте 2008 года на моделях Gyro X и Gyro Canopy стали устанавливаться четырёхтактные двигатели, а производство Gyro Up было прекращено.

## Вариации Honda Gyro

### Honda Gyro X
Первая модель линейки Gyro была представлена общественности в октябре 1982 года. Она оснащалась передней и задней багажными площадками. Задняя тележка укомплектована двумя небольшими колёсами низкого давления, дифференциалом с повышенным внутренним сопротивлением для труднопроходимых дорог и стояночным тормозом. По некоторым данным, к маю 2002 года было продано  135226 мотороллеров этой модели.